# Mănăstirea Sfântul Mang din Füssen

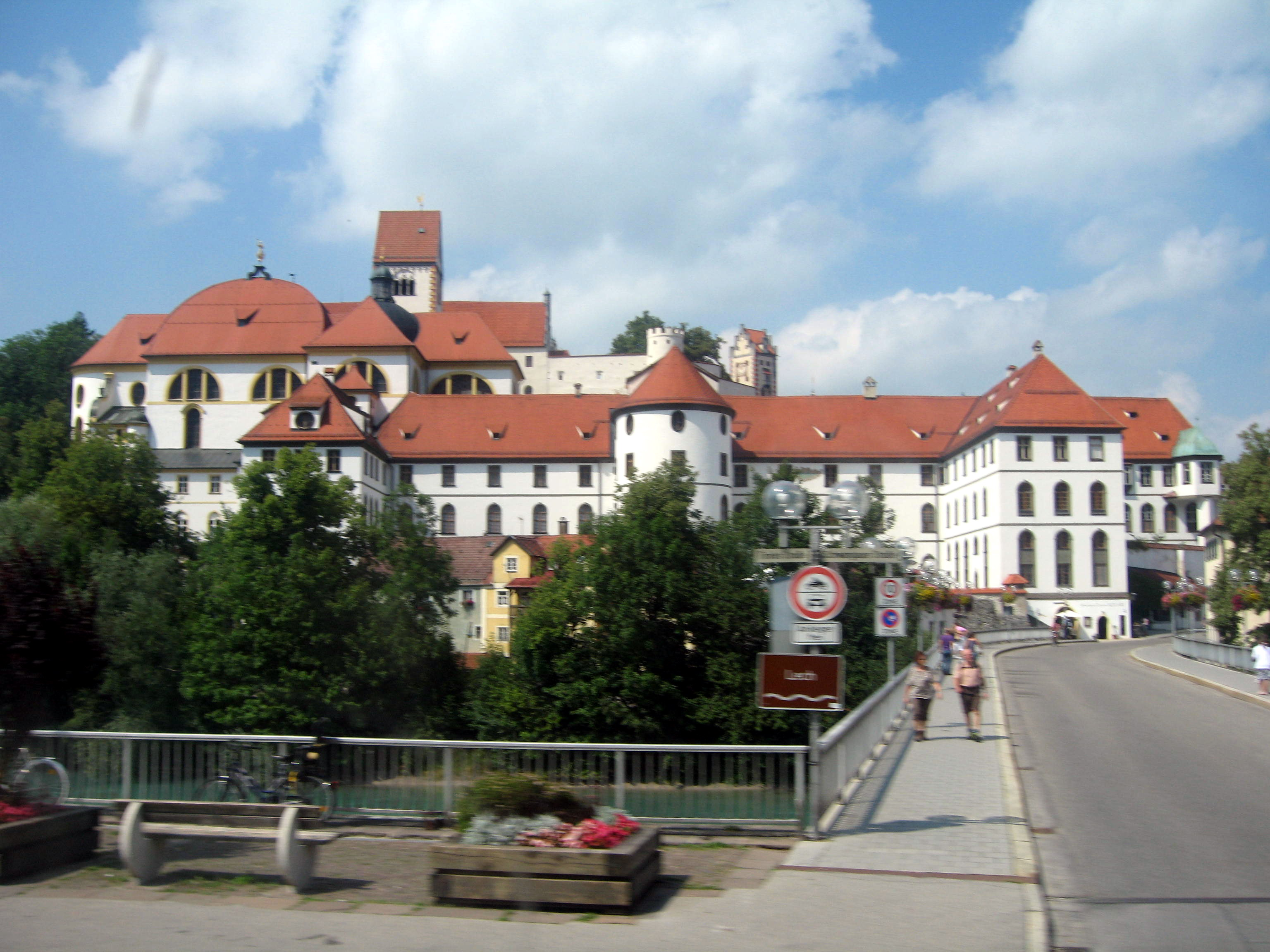
Mănăstirea Sfântul Mang din Füssen

Mănăstirea Sf. Mang din Füssen sau Abația din Füssen (în germană Kloster Sankt Mang Füssen) a fost o mănăstire benedictină din Füssen (Bavaria, Germania).

## Istoric

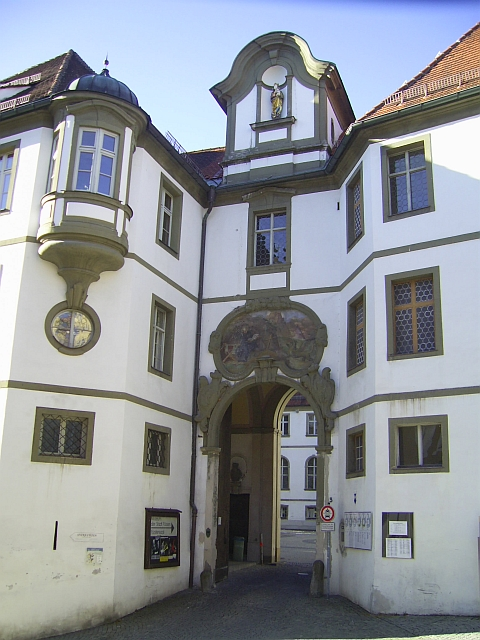
Intrarea principală în fosta abaţie

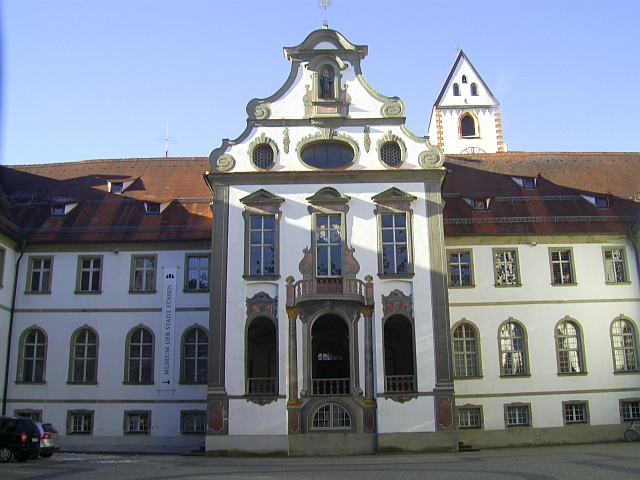
Curtea interioară a fostei abaţii

Mănăstirea benedictină a Sf. Mang a fost înființată în prima jumătate a secolului al IX-lea ca o mănăstire a Principatului Episcopal de Augsburg. Motivul înființării sale se datorează prezenței pustnicului Magnus din Füssen (cunoscut și sub numele de Sfântul Mang), care a construit aici o chilie și un oratoriu, unde a murit pe 6 septembrie, deși nu există nici o evidență cu anul exact.
Trupul sfântului a fost descoperit neputrezit, o dovadă a sfințeniei sale, iar venerarea Sf. Mang a fost baza spirituală a mănăstirii.
Fondarea mănăstirii nu a fost însă motivată doar spiritual, existând și rațiuni politice practice. Poziția cheie a mănăstirii nu numai pe importantul drum medieval de la Augsburg peste Alpi în Italia Superioară, dar și în depresiunea Füssen ("Füssener Enge", punctul în care râul Lech izvorăște din Alpi) i-a conferit o valoare strategică imensă, ceea ce a făcut ca ea să dobândească un interes politic atât din partea episcopilor din Augsburg, cât și din partea împăraților Sfântului Imperiu Roman.
Istoria abației în Evul Mediu este marcată în principal de eforturile comunității religioase de a menține o respectare a Regulii Sf. Benedict în mijlocul diverselor presiuni cauzate de evoluțiile sociale externe. De-a lungul timpului, prin urmare, călugării au îmbrățișat în mod repetat diverse reforme și mișcări reformatoare menite să aducă o revenire la principiile de bază ale vieții benedictine. În cea mai mare parte, aceste reforme au condus la creșterea spirituală și economică și o creștere numerică a membrilor comunității, ceea ce a necesitat construirea de noi clădiri.
Manifestarea energică a Contrareformei și-a găsit expresia de durată în construirea unui enorm complex mănăstiresc în stil baroc între anii 1696 și 1726, comandat de către abatele Gerhard Oberleitner (1696-1714), care și astăzi, împreună cu castelul (Hohe Schloss), caracterizează orașul Füssen.
Arhitectul Johann Jakob Herkomer (1652-1717) a reușit să transforme sediul neregulat al abației medievale într-un complex de clădiri organizate simetric. Transformarea bazilicii medievale într-o biserica barocă bazată pe modele venețiene s-a intenționat să fie un simbol arhitectural al venerării Sf. Magnus. Întreaga biserică reprezintă un relicvar enorm. Pentru prima dată în arhitectura barocă din sudul Germaniei legenda sfântului local a inspirat suita de fresce din întreaga biserică. Comunitate de la acel moment a dorit ca noua biserică să stârnească invidia cunoscătorilor prin calitatea de operelor sale de artă.
În a doua jumătate a secolului al XVIII-lea, comunitatea a revenit la datoriile sale spirituale, intelectuale și sociale cu o vigoare reînnoită: îngrijirea sufletelor, burse, muzică și educație.
Deși abația nu a fost reușit niciodată să obțină râvnitul Reichsunmittelbarkeit (independența față de toți seniorii, cu excepția celei față de împărat), ea a avut o influență decisivă ca un centru al vieții economice și culturale și al credinței în Füssen și în întreaga regiune.

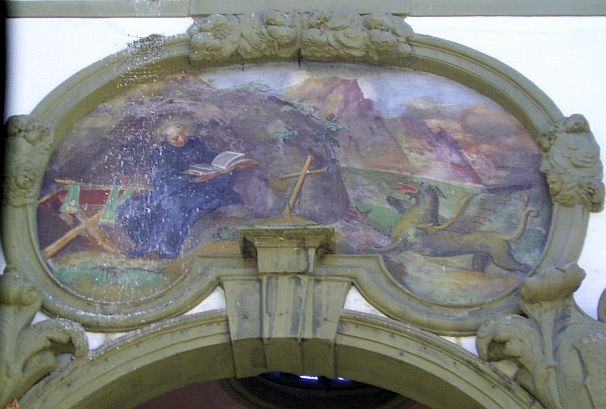
Fresca de deasupra intrării principale în fosta Abaţie Sf. Mang

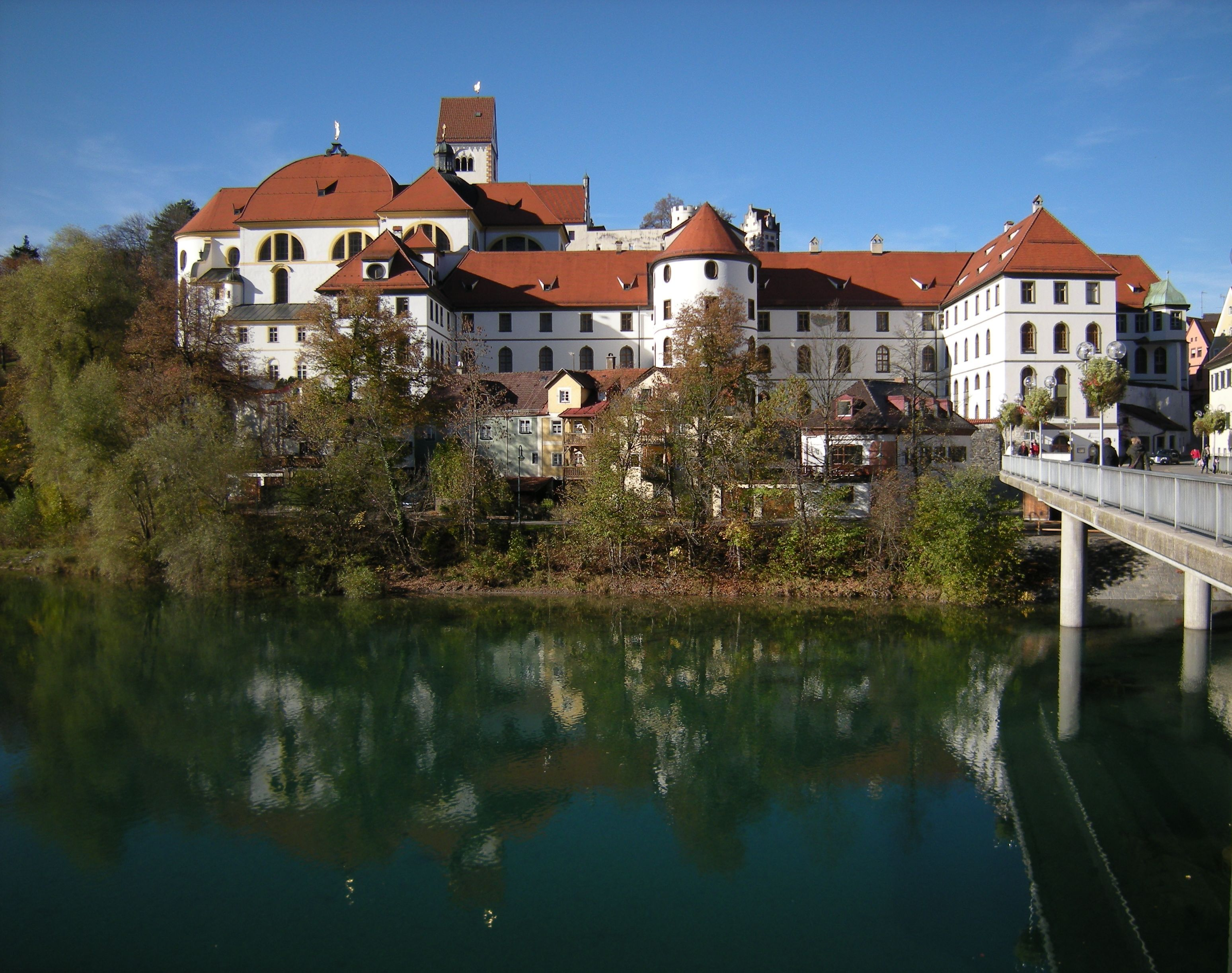
Bazilica Sf. Basilica şi fosta abaţie Sf. Mang

## Desființare
La 11 decembrie 1802, în timpul secularizării ce a urmat Războaielor Napoleoniene și Păcii de la Lunéville, prinții de Oettingen-Wallerstein au intrat în posesia Mănăstirii Sf. Mang. La 15 ianuarie 1803 Prințesa Wilhelmine i-a comandat abatelui Aemilian Hafner să desființeze abația și să părăsească clădirile până la data de 1 martie a anului respectiv.
Conținutul bibliotecii a fost expediat noilor proprietari pe plutele de pe râul Lech. Majoritatea operelor se află acum în biblioteca Universității din Augsburg, cu excepția unei mici colecții de manuscrise deosebit de valoroase, care se află în Arhivele Diecezane din Augsburg.

## Istoria ulterioară

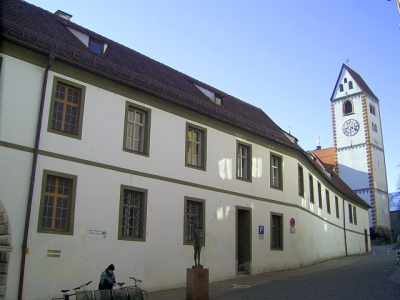
Bazilica Sf. Mang, biserică parohială, în apropierea fostei Abaţii Sf. Mang

În 1837 biserica fostei abații a fost dăruită Parohiei Füssen. În 1839 cancelarul regal al Bavariei, Christoph Friedrich von Ponickau, a cumpărat restul clădirilor abației Sf. Mang. În 1909 orașul Füssen a achiziționat domeniul Ponickau, inclusiv clădirile fostei abații (în afară de biserică).
Aripa de nord a fost folosită ca primărie. În aripa de sud se află acum Muzeul orașului Füssen, cu prezentarea istoriei mănăstirii și a orașului și în special a manufacturilor tradiționale de chituri și viori din Füssen. Se pot vizita de asemenea camerele de primire în stil baroc ale abației.

## Lista abaților Mănăstirii Sf. Mang din Füssen
Până în 919 nu a existat nicio evidență documentară a stareților din această abație. Potrivit tradiției, Sfântul Magnus este considerat a fi abatele fondator, iar succesorul său a fost Fericitul Conrad.

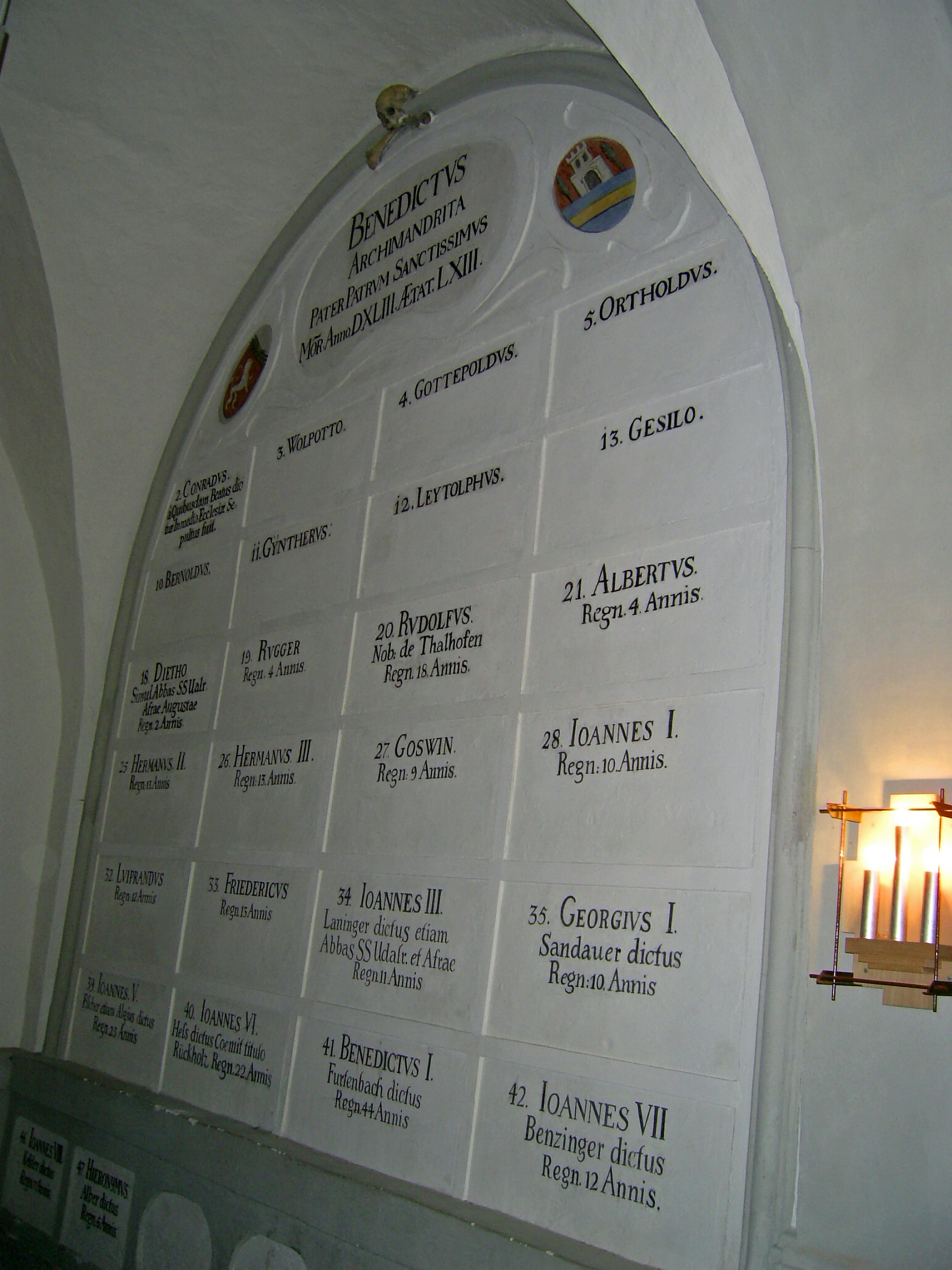
Listă de abaţi în Cripta Sf. Mang unde au fost înmormântaţi

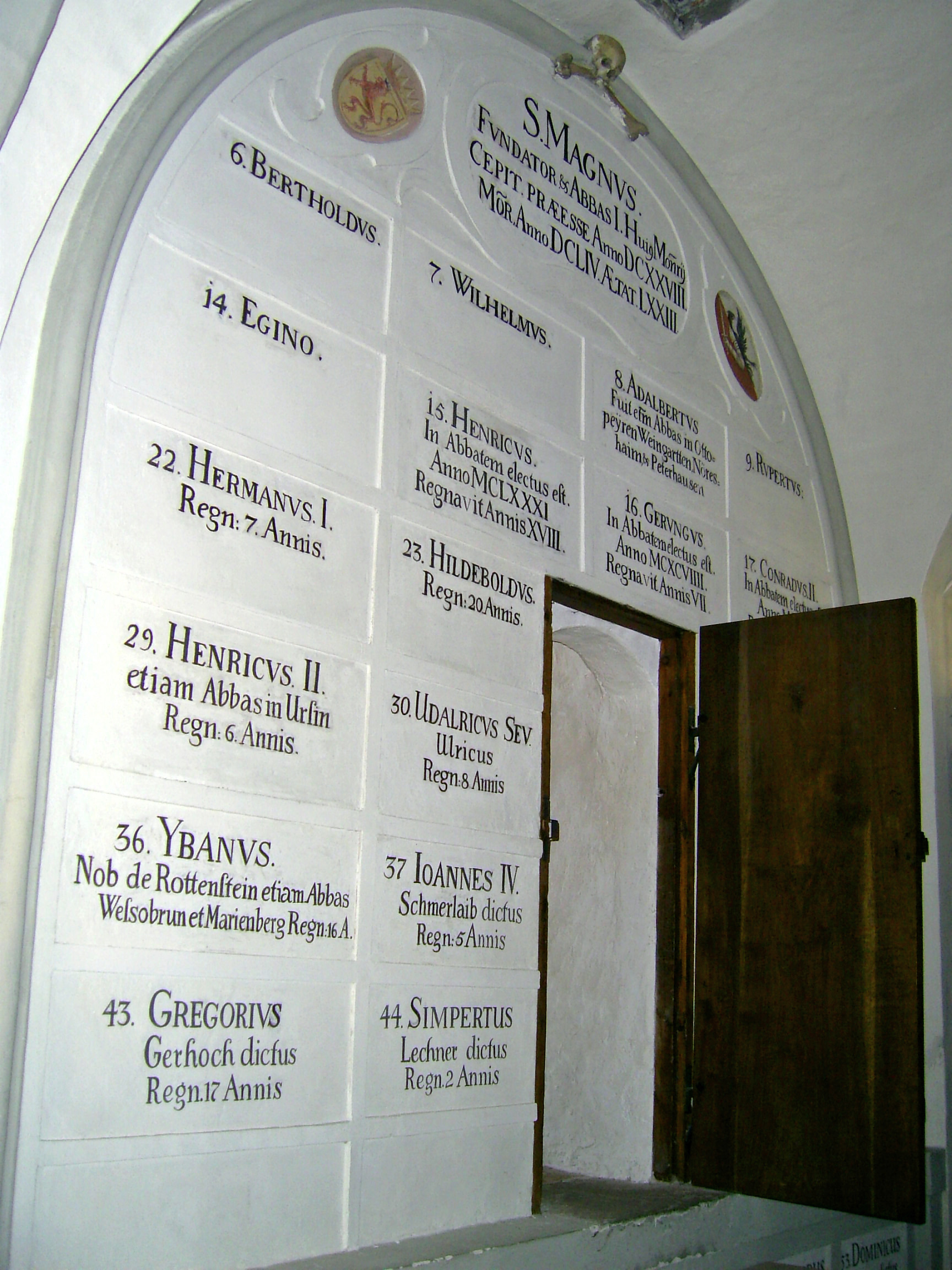
Listă de abaţi în Cripta Sf. Mang unde au fost înmormântaţi

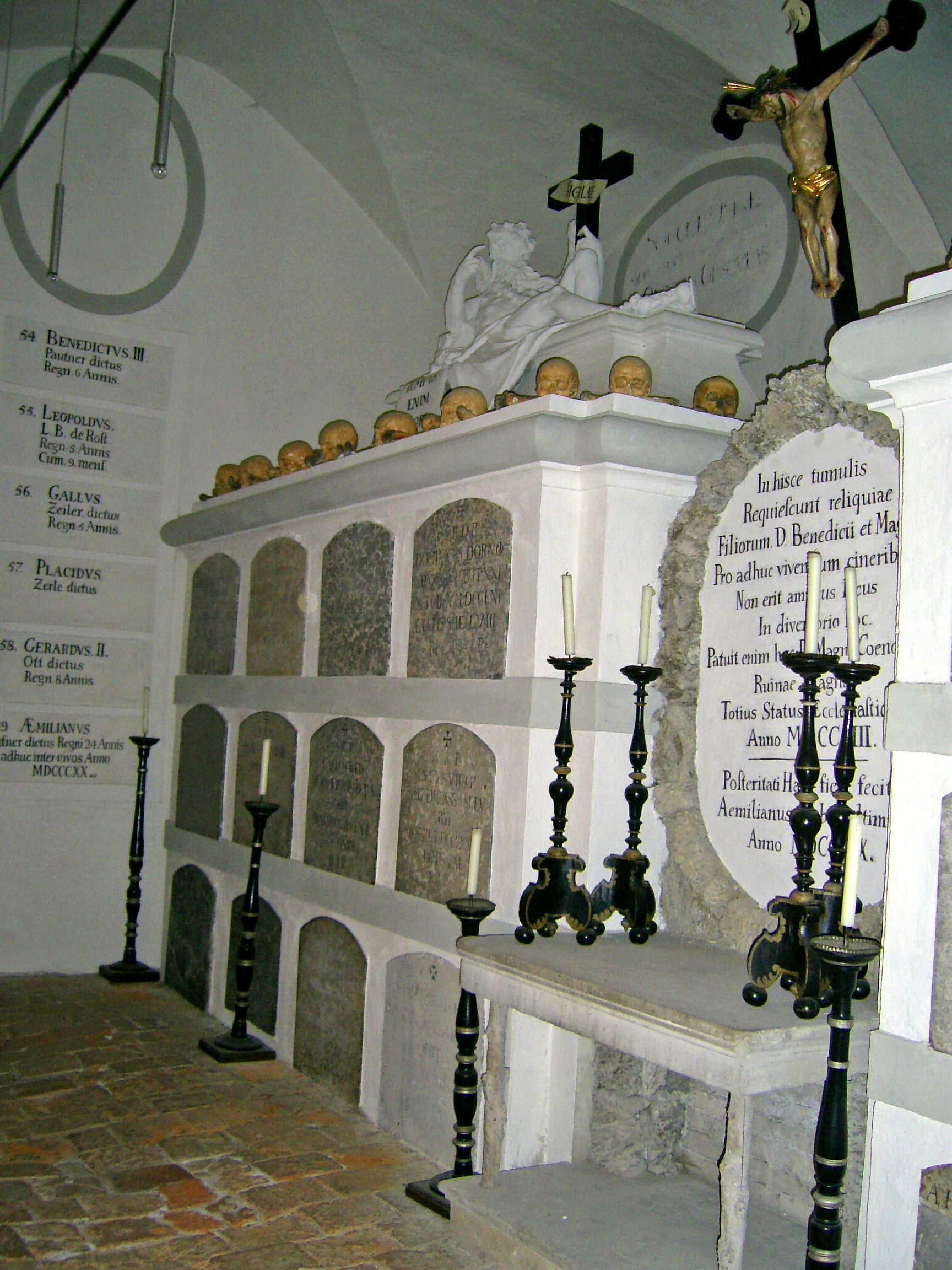
Locul de înmormântare al abaţilor în Cripta Sf. Mang

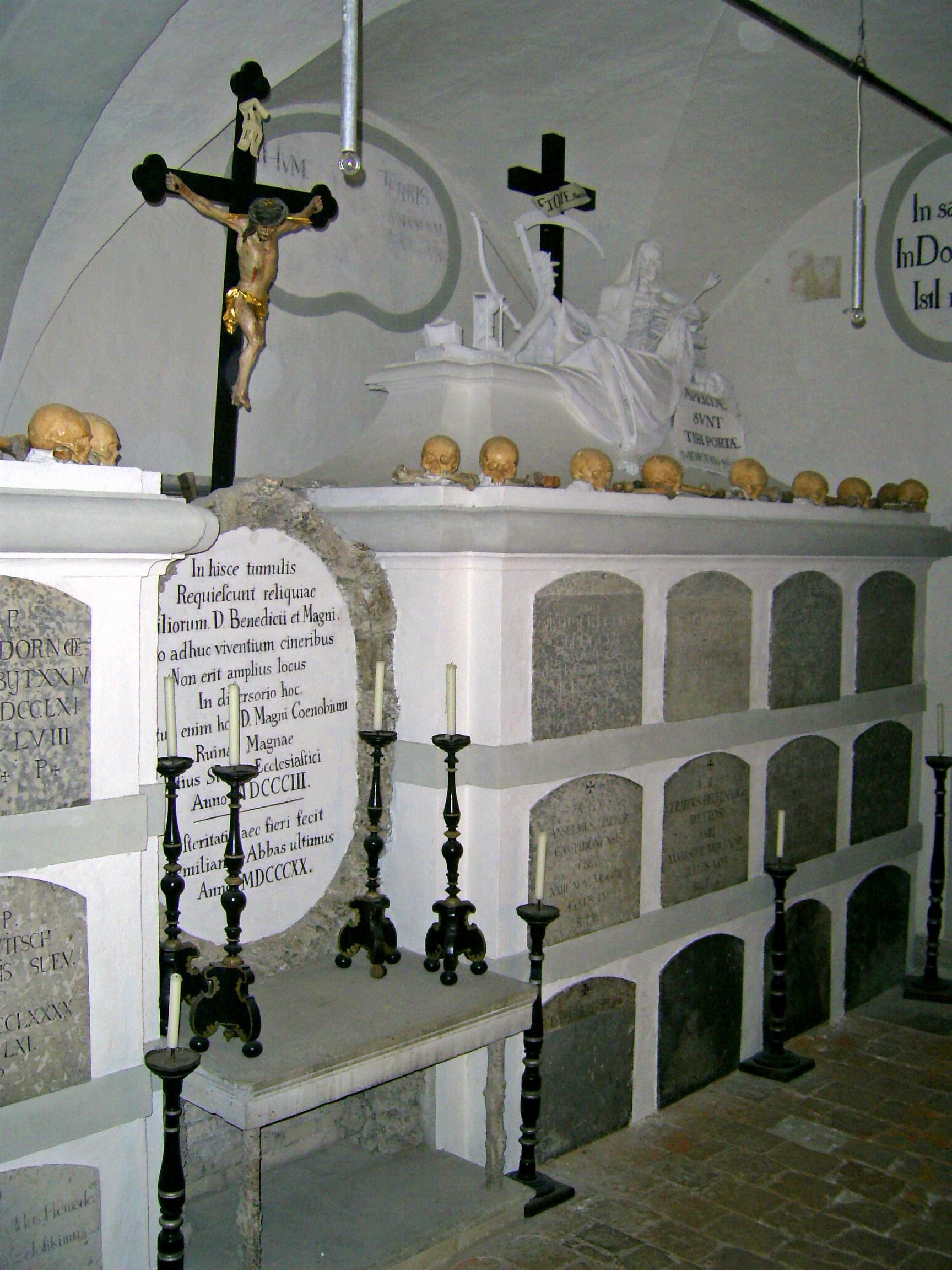
Locul de înmormântare al abaţilor în Cripta Sf. Mang

| Abate                         | Perioda de conducere  | Data morții        |
| ----------------------------- | --------------------- | ------------------ |
| 1. Saint Magnus               |                       | 6 septembrie       |
| 2. Konrad I                   |                       |                    |
| 3. Wolpoto                    | secolul al IX-lea ?   | 26 aprilie         |
| 4. Bernold                    | secolul al IX-lea ?   |                    |
| 5. Leutolph                   | secolul al IX-lea ?   |                    |
| 6. Gisilo                     | prin 919              |                    |
| 7. Ortolf                     |                       | 5 aprilie          |
| 8. Heinrich I.                |                       |                    |
| 9. Gotebold                   |                       |                    |
| 10. Berthold                  |                       | 23 august          |
| 11. Adalbert                  |                       |                    |
| 12. Wilhelm                   | c. 1030–1040          |                    |
| 13. Eberhard                  | c. 1060–1061          | 11 mai 1091        |
| 14. Swidker                   |                       |                    |
| 15. Adalhalm                  | 1086                  | 25 august 1094     |
| 16. Alberich                  |                       | 23 ianuarie        |
| 17. Konrad II                 | prin 1160–c.1175      |                    |
| 18. Heinrich II               | prin 1178–1191        | 19 februarie       |
| 19. Konrad III                | prin 1206, 1218       | 14 iulie, c. 1218  |
| 20. Dieto (Theodo)            | prin 1219, 1222       | martie 1225        |
| 21. Rugger                    | prin 1227             |                    |
| 22. Rudolf von Thalhofen      | prin 1235, 1251       | 22 mai             |
| 23. Albert                    | prin 1255             | 13 martie 1256     |
| 24. Hermann I                 | prin 1257, 1262       |                    |
| 25. Hiltebold                 | prin 1263, 1283       | 19 octombrie 1284  |
| 26. Konrad IV                 | prin 1284, 1285       |                    |
| 27. Hermann II                | prin 1287, 1295, 1311 |                    |
| 28. Goswin                    | prin 1313, 1317       | 8 iulie, c. 1318   |
| 29. Heinrich III              | prin 1319, 1335       | decembrie, c. 1336 |
| 30. Ulrich Denklinger         | prin 1336, 1339       | 18 ianuarie 1347   |
| 31. Johannes I Hochschlitz    | c. 1347               | 11 august          |
| 32. Luiprand                  | prin 1374             |                    |
| 33. Friedrich                 | prin 1390             | 28 aprilie         |
| 34. Johannes II Lauginger     | prin 1392, 1396       | 21 martie 1403     |
| 35. Georg I Sandauer          | 1397–1410             | 15 februarie 1410  |
| 36. Yban von Rotenstein       | 1410–1426             | 19 mai 1439        |
| 37. Johannes III Schmerlaib   | 1426–1431             | 16 mai 1431        |
| 38. Konrad V Klammer          | 1431–1433             | 13 martie 1433     |
| 39. Johannes IV Fischer       | prin 1436; res. 1458  | 30 martie 1460     |
| 40. Johannes V Hess           | 1458–1480             | 1481               |
| 41. Benedikt I Furtenbach     | 1480–1524             | martie 1531        |
| 42. Joh. Baptist VI Benzinger | 1524–1533             | 8 aprilie 1537     |
| 43. Gregor Gerhoch            | 1537–1554             | 4 octombrie 1554   |
| 44. Sympert Lechler           | 1554–1556             | 21 noiembrie 1560  |
| 45. Georg II Albrecht         | 1556–1560             | 2 februarie 1560   |
| 46. Johannes VII Kessler      | 1560–1567             | 8 iunie 1567       |
| 47. Hieronymus Alber          | 1567–1573             | 17 august 1573     |
| 48. Matthias Schober          | 1579–1604             | 15 august 1604     |
| 49. Heinrich IV Amman         | 1604–1611             | 30 iulie 1615      |
| 50. Martin Stempfle           | 1614–1661             | 26 februarie 1665  |
| 51. Benedikt II Bauer         | 1661–1696             | 26 iulie 1696      |
| 52. Gerhard I Oberleitner     | 1696–1714             | 20 martie 1714     |
| 53. Dominikus Dierling        | 1714–1738             | 4 septembrie 1738  |
| 54. Benedikt III Pautner      | 1738–1745             | 18 ianuarie 1745   |
| 55. Leopold Freiherr von Rost | 1745–1750             | 7 noiembrie 1750   |
| 56. Gallus Zeiler             | 1750–1755             | 7 ianuarie 1755    |
| 57. Placidus Zerle            | 1755–1763             | 24 iunie 1770      |
| 58. Gerhard II Ott            | 1763–1778             | 1 martie 1778      |
| 59. Aemilian Hafner           | 1778–1803             | 19 mai 1823        |